# 1911-es argentin labdarúgó-bajnokság (első osztály)
Az 1911-es Primera División volt a 20. alkalommal megrendezett, legmagasabb szintű labdarúgó-bajnokság Argentínában.
A címvédő az Alumni volt. A bajnokságot újra az Alumni csapata nyerte meg, a bajnokság történetében tizedjére.

## Tabella
| Hely. | Csapat                  | M  | Gy | D | V  | G+ | G– | Gk  | P  | Továbbjutás vagy kiesés |
| ----- | ----------------------- | -- | -- | - | -- | -- | -- | --- | -- | ----------------------- |
| 1.    | Alumni (B)              | 16 | 11 | 1 | 4  | 48 | 15 | +33 | 23 | Rájátszás               |
| 2.    | Porteño                 | 16 | 10 | 3 | 3  | 26 | 12 | +14 | 23 | Rájátszás               |
| 3.    | San Isidro              | 16 | 7  | 4 | 5  | 29 | 24 | +5  | 18 |                         |
| 4.    | Racing Club             | 16 | 6  | 5 | 5  | 26 | 24 | +2  | 17 |                         |
| 5.    | River Plate             | 16 | 6  | 4 | 6  | 22 | 31 | −9  | 16 |                         |
| 6.    | Gimnasia y Esgrima (BA) | 16 | 5  | 4 | 7  | 28 | 31 | −3  | 14 |                         |
| 7.    | Belgrano                | 16 | 4  | 5 | 7  | 23 | 28 | −5  | 13 |                         |
| 8.    | Estudiantes (BA)        | 16 | 2  | 8 | 6  | 20 | 36 | −16 | 12 |                         |
| 9.    | Quilmes                 | 16 | 2  | 4 | 10 | 23 | 43 | −20 | 8  |                         |

### Rájátszás
| Dátum        | 1. csapat | Eredmény | 2. csapat | Helyszín                   |
| ------------ | --------- | -------- | --------- | -------------------------- |
| november 26. | Alumni    | 2–1      | Porteño   | Estadio GEBA, Buenos Aires |

| 1911. november 26. |

| Alumni              | 2–1 | Porteño    |
| ------------------- | --- | ---------- |
| Brown 38' Weiss 55' |     | Genoud 84' |

| Estadio GEBA, Buenos Aires |

Az Alumni csapata nyerte a bajnokságot.